# Manoir de la Madeleine
Le manoir de la Madeleine est une demeure, dont l'origine remonte au XIVe siècle, qui se dresse sur le territoire de l'ancienne commune française de Beaumont-Hague, dans le département de la Manche, en région Normandie. L'édifice est partiellement inscrit au titre des monuments historiques.

## Localisation
Le manoir est situé, au lieudit La Madeleine, à 800 mètres au nord-ouest de l'église Notre-Dame de Beaumont-Hague, au sein de la commune nouvelle de La Hague, dans le département français de la Manche.

## Historique
À la mort de Jean de Beaumont, général des armées de Louis X entre 1314 et 1316, sa sœur Thomasse hérite de ses terres. Elle épouse, en 1332, Raoul IV d'Argouges, fils de Raoul III d'Argouges, seigneur de Gratot et de Jeanne de Semilly, qui fait construire le manoir de la Madeleine.
Un Jean Jallot, sieur du Breuil et de Saint-Rémi des Landes est anoblie en 1470. Le 6 février 1505, il reçoit de Jeanne de France, pour services rendus, le fief et la terre de Beaumont. Les Jallot, originaire du Val de Saire, portaient : d'azur au chevron d'argent chargé de trois merlettes de sable et accompagné de trois trèfles d'or, 2 en chef et 1 en pointe.
Le fils aîné de Pierre Jallot (v. 1520-1558), Jean II Jallot (1545-1604), hérite des terres de la Hague et fait construire, en 1597, le château de Beaumont, tandis que le fils cadet, François (1554-1616), reçoit le manoir de la Madeleine. Les héritiers de François conservèrent le domaine jusqu'en 1915, date à laquelle, il est vendu à Georges Jacquet.

## Description
Le manoir de la Madeleine se présente sous la forme d'un plan carré. La porte d'entrée côté cour du corps de logis arbore une décoration à pilastres cannelés portant des chapiteaux à décor ionique datant de la fin de la Renaissance. On peut voir à l'intérieur de la grande salle les armes de la famille Jallot sculptées sur le linteau de la cheminée polychrome.

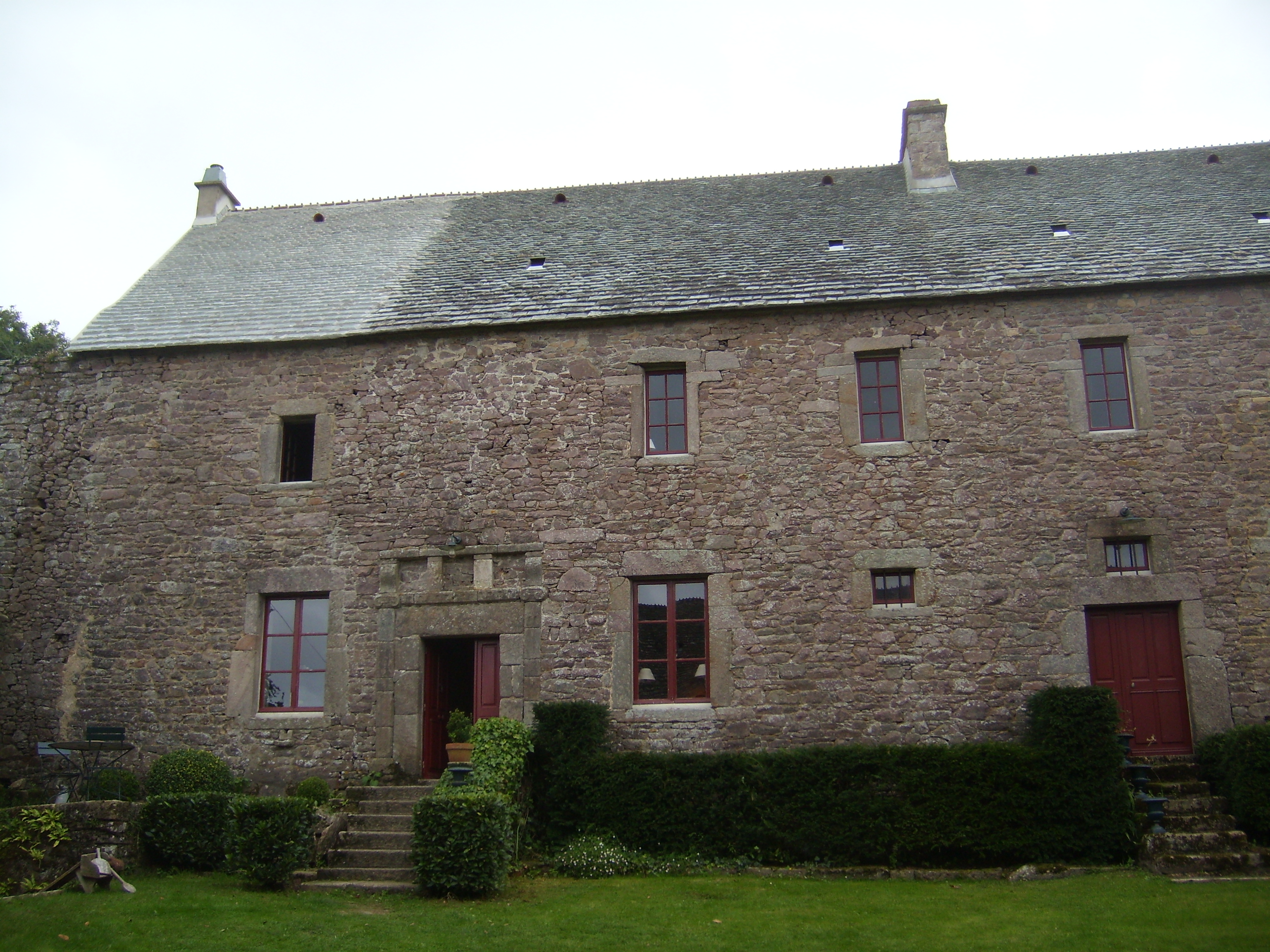
Le corps de logis et la porte d'entrée avec son décor fin Renaissance.
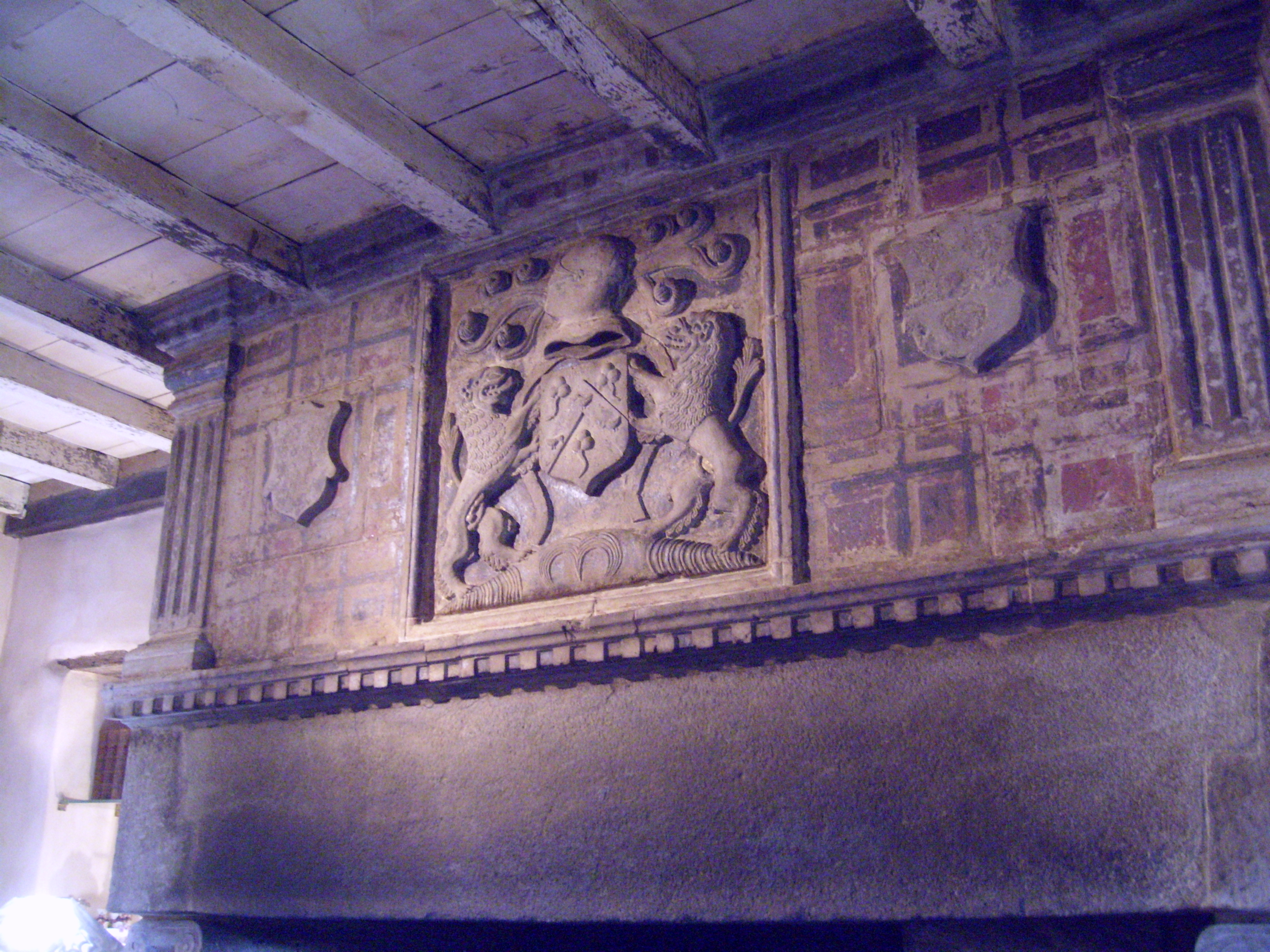
Les armes de la famille Jallot de Beaumont sur le linteau de la cheminée.

## Protection
Les façades et les toitures du logis et la salle du rez-de-chaussée et sa cheminée ornée sont inscrites au titre des monuments historiques par arrêté du 3 novembre 2003.